# Heads Up International
Heads Up International is een platenlabel dat gevestigd is in Cleveland (Ohio). Het platenlabel is gespecialiseerd in jazz en instrumentale muziek in de ruimste zin des woords.
Het label is in 1990 opgericht door trompettist Dave Love, hij noemde het naar zijn voormalige muziekgroep Heads Up. Love had samen met Dave Liebman een muziekalbum opgenomen en kon die niet slijten bij de toenmalige platenlabels. De baas van het bedrijf waar Love toen werkzaam was Oxymoron P&D, Inc. Raadde hem aan zelf een platenlabel op de richten. Als gevolg daarvan werd Heads Up in Seattle gestart. Het label had vanaf het begin direct succes en de uitgegeven albums belandden vaak in de Amerikaanse jazzalbumlijsten. Een aantal albums werd ook onderscheiden met een Grammy Award, Spyro Gyra was daarin hofleverancier.
In 2000 vond Heads Up International in Telarc International Corporation een handelspartner die voor wereldwijde distributie kon zorgen. In 2005 vonden beide bedrijven onderdak in de Concord Music Group. In de hoedanigheid als jazzlabel wist het een aantal gerenommeerde musici en bands aan zich te binden. Het kreeg echter ook te maken het overlijden van twee musici, die net albums had afgeleverd: Michael Brecker gaf als laatste album Pilgrimage uit, Joe Zawinul Brown Street.
In de stal van Heads Up International zitten/zaten de volgende artiesten:
- Mindi Abair
- Gerald Albright
- Ann Armstrong
- Philip Bailey
- Walter Beasley
- Kenny Blake
- Bona Fide
- Michael Brecker
- Caribbean Jazz Project
- Citrus Sun
- Stanley Clarke
- Richie Cole
- Joyce Cooling
- Stefán Dickerson
- Paquito d'Rivera
- George Duke
- Candy Dulfer
- Fourplay
- Tony Gable & 206
- Carlos Guedes
- Hiroshima
- Incognito
- Henry Johnson
- Ladysmith Black Mambazo
- Chuck Loeb
- Jeff Loeber
- Bobby Lyle
- Miriam Makeba

- Hugh Masekela
- Joe McBride
- Marion Meadows
- Oliver Mtukudzi
- Najee
- Andy Narell
- Maceo Parker
- Jaco Pastorius Big Band
- Roberto Perera
- Pieces of a Dream
- Doc Powell
- Sakésho
- Diane Schuur
- Eric Scortia
- Richard Smith
- Esperanza Spalding
- Spyro Gyra
- Mike Stern
- The Bad Plus
- Nestor Torres
- Two Siberians
- Gerald Veasley
- Pamela Williams
- Victor Wooten
- Yellowjackets
- Zap Mama
- Joe Zawinul
- Alexander Zonjic